# 법환초등학교
법환초등학교는 대한민국 제주특별자치도 서귀포시 법환동에 있는 공립 초등학교이다.

## 학교 연혁
- 1946년	9월 1일 법환공립국민학교 개교(7학급 편성, 설립인가 7월 4일)
- 1969년	5월 5일 교지(1244-3번지) 2750평 확보
- 1970년	3월 30일 4개 교실(승강구 1실 포함) 화장실 1동 신축
- 1971년	3월 19일 현 위치로 학교 이전
- 1972년	1월 31일 6개 교실 및 승강구 2개소 신축 준송(12교실 준공)
- 1985년	9월 20일 병설유치원 개원(1학급)
- 1989년	2월 10일 학생복지회관 준공 (급식설비기구 포함)
- 1996년	3월 1일 법환초등학교로 교명 변경[1]
- 2001년	9월 19일 교식개축완공(교실 12실, 특별실 2실, 행정실 1실, 기타)
- 2011년	2월 21일 학생복지회관(급식실) 신축 준공
- 2011년	12월 15일 농구장 조성
- 2012년	2월 3일 비가림 시설 완공(병설유치원-본관)
- 2015년	3월 1일 제26대 김영미 교장 부임
- 2015년	3월 1일 환경 개선[2](~12월)
- 2015년	10월 2일 제1회 통통달빛축제
- 2017년 8월 3일 친환경 우레탄 트랙 시설 완공
- 2017년 9월 29일 제3회 통통달빛축제
- 2017년 11월 1일 학교급식 위생관리시스템 설치
- 2020년 1월 21일 제74회 졸업식(총 졸업생 수 4,031명)
- 2020년 3월 1일 제28대 김애숙 교장 부임

## 학교 상징
- 교화(校花) - 큰철쭉 : 추운 겨울에도 잎이 지지 않고 겨울을 이겨내는 따뜻한 정신력과 봄이 되면 우리 학교 소공원에 화사하게 꽃을 피워 아동들에게 아름다운 정서를 길러준다.
- 교목(校木) - 담팔수 : 우리 고장에서 자생하는 희귀종 천연기념물로서 자생력과 적응력이 강하고 상록활엽수로서 우리 학교 정문에 우량하게 서 있어 아동들에게 늘푸른 기상을 심어주고 있다.

## 참고 자료
- 법환초등학교 - 한국교육학술정보원 학교알리미